# Anna Carlsson
Anna Kristina Carlsson, född 22 oktober 1971 i Borås, är en svensk komiker, skådespelare och sångare, verksam inom privatteater, TV och film.

## Biografi
Anna Carlsson har sedan 1990-talet spelat i komediuppsättningar på olika Stockholmsteatrar. I TV-sammanhang har hon bland annat medverkat i humorprogrammet Partaj (Kanal 5) i flera år. Hon har även verkat som medlem i uppsättningar av "Stefan & Krister" på Vallarnas friluftsteater. På scen spelade hon även med R.E.A.-ensemblen i tre år. Anna Carlsson är bosatt i Stockholm och i Falkenberg.

## Produktioner

### Teateruppsättningar
| År   | Roll                     | Produktion                                                                         | Regi                  | Teater                                            |
| ---- | ------------------------ | ---------------------------------------------------------------------------------- | --------------------- | ------------------------------------------------- |
| 1998 | Betty Lou                | Guys and Dolls Frank Loesser, Joe Swerling och Abe Burrows                         | Hans Marklund         | Oscarsteatern                                     |
| 1999 | Kickan Karlsson          | Bröstsim & gubbsjuka Franz Arnold och Ernst Bach                                   | Örjan Herlitz         | Vallarnas friluftsteater                          |
| 2000 |                          | Härliga tider stålande tider                                                       |                       | Maximteatern                                      |
| 2000 |                          | Lorden från gränden L. Arthur Rose och Noel Gay                                    | Thomas Ryberger       | Intiman                                           |
| 2001 |                          | Tält var det här Ulf Larsson                                                       | Ulf Larsson           | Brostugan, Kärsön                                 |
| 2002 |                          | Arnbergs korsettfabrik                                                             |                       |                                                   |
| 2003 | Sarah                    | Bussresan Ulf Larsson                                                              |                       | Vasateatern                                       |
| 2004 | Aurore                   | Söderkåkar Gideon Wahlberg                                                         | Ulf Larsson           | Tantogården                                       |
| 2004 |                          | Vi på Saltkråkan                                                                   |                       | Fjäderholmsteatern                                |
| 2004 |                          | Vilken Osis, revy Ulf Larsson                                                      | Ulf Larsson           | Nya Casinoteatern                                 |
| 2005 | Monica von Bengtsson     | Två ägg i högklackat Krister Classon                                               | Krister Classon       | Vallarnas friluftsteater                          |
| 2006 |                          | Brännvin och fågelholkar                                                           |                       | Turné/ Lisebergsteatern                           |
| 2007 |                          | Uffe Larssons revy                                                                 |                       | Turné                                             |
| 2008 | Turid Bakke              | Solsting och snésprång Wilhelm Behrman och Gustaf Skördeman                        | Ulf Dohlsten          | Vallarnas friluftsteater                          |
| 2010 |                          | Ett makalöst bröllop – kärlek vid första överkastet Robin Hawdon                   | Christoffer Göransson | Halmstads Teater                                  |
| 2010 | Rut "Citronen" Liljefors | En mor till salu Lars Classon och Per Andersson                                    | Ulf Dohlsten          | Vallarnas friluftsteater/ Turné/ Lisebergsteatern |
| 2011 |                          | Ett makalöst bröllop – kärlek vid första överkastet (Perfect Wedding) Robin Hawdon | Christoffer Bendixen  | Krusenstiernska teatern                           |
| 2011 |                          | R.E.A.                                                                             |                       | Kajskjul 8                                        |
| 2012 |                          | R.E.A                                                                              |                       | Hamburger Börs/ Kajskjul 8                        |
| 2013 |                          | R.E.A                                                                              |                       | Turné/ Kajskjul 8                                 |
| 2014 |                          | Funny Money Ray Cooney                                                             |                       | Västerås teater                                   |
| 2014 | Stina Grönvall           | Brännvin i kikar'n Lars Classon och Jojje Jönsson                                  | Lars Classon          | Vallarnas friluftsteater/ Turné                   |
| 2015 |                          | Partaj på Cirkus                                                                   |                       | Cirkus                                            |
| 2016 |                          | Partaj på Turné                                                                    |                       | Sverigeturné                                      |
| 2016 | Grete Northug            | Jäkelskap i kikar'n Lars Classon och Jojje Jönsson                                 | Ulf Dohlsten          | Vallarnas friluftsteater turné/                   |
| 2017 | Grete Northug            | Jäkelskap i kikar'n Lars Classon och Jojje Jönsson                                 | Ulf Dohlsten          | Turné/ Lisebergsteatern                           |
| 2018 | Ulla-Britta Bom          | Soldat Fabian Bom Nils Poppe                                                       | Ulf Dohlsten          | Turné, Lisebergsteatern                           |
| 2018 | Fröken Vivan, husa       | Pilsner & penseldrag Gideon Wahlberg                                               | Ulf Dohlsten          | Vallarnas friluftsteater/Turné                    |
| 2019 | Berit Eriksson Blom      | Stulen kärlek                                                                      | Pär Nymark            | Vallarnas friluftsteater/Turné                    |
| 2019 |                          | Uppskruvat, Falkenbergsrevyn                                                       | Mats Sandelius        | Stadsteatern Falkenberg                           |
| 2020 |                          | Hårfint, Falkenbergsrevyn                                                          | Andreas Sköld         | Stadsteatern Falkenberg                           |
| 2021 |                          | Best of, Falkebergsrevyn                                                           | Andreas Sköld         | Hwitans trädgård, Falkenberg                      |
| 2022 |                          | Dubbeldosen, Falkenbergsrevyn                                                      | Andreas Sköld         | Falkenbergs Stadsteater                           |

### TV och film
- 2000 - Bröstsim och gubbsjuka, TV4
- 2003 – Fame Factory, TV3 (som jurymedlem)
- 2006 - Två ägg i högklackat, TV4
- 2007 – Allt för byn, TV3 (serie)
- 2009 - Solsting och snésprång, TV4
- 2011 - En mor till salu, TV4
- 2012–2015 – Partaj, Kanal 5 (säsong 3–9)
- 2012 – Jonson och Pipen, TV4 (barnprogram)
- 2013 – Yoko (dubbning)
- 2013 – Studentfesten (långfilm)
- 2015 - Brännvin i kikar'n, TV4
- 2015 - Partaj (Kanal 5) (säsong 3-9)
- 2015 - Partaj, live på show. Kanal5
- 2016 - Doobidoo SVT1 medverkar tillsammans med Stefan Gerhardsson
- 2017 - Jäkelskap i kikar'n, TV4
- 2017 - Så mycket roligare Kanal 5
- 2019 - Pilsner & penseldrag, TV4
- 2019 - Så ska det låta SVT1 tävlade tillsammans med Peter Harrysson
- 2019 - Uppskruvat, SVT1, Falkenbergsrevyn
- 2020 - Stulen kärlek, TV4
- 2020 - Hårfint, SVT1, Falkenbergsrevyn
- 2021 - Revypärlor, SVT1